# Pawian płaszczowy
Pawian płaszczowy (Papio hamadryas) – gatunek ssaka naczelnego z podrodziny koczkodanów (Cercopithecinae) w obrębie rodziny koczkodanowatych (Cercopithecidae).
W wydaniach Encyklopedii PWN opisywany był jako zwierzę laboratoryjne.

## Taksonomia
Gatunek po raz pierwszy zgodnie z zasadami nazewnictwa binominalnego opisał w 1758 roku szwedzki przyrodnik Karol Linneusz nadając mu nazwę Simia hamadryas. Miejsce typowe według oryginalnego opisu to Afrykę, ograniczone do Egiptu. Linneusz swój opis oparł na pracy innego autora
P. hamadryas krzyżuje się z P. anubis w wąskim obszarze poniżej wodospadów rzeki Auasz oraz w innych miejscach w północnej Etiopii i środkowej Erytrei. Nie ma spójnych różnic między populacjami z Afryki i z Półwyspu Arabskiego. 
Autorzy Illustrated Checklist of the Mammals of the World uznają ten takson za gatunek monotypowy.

### Etymologia
- Papio: fr. papión „pawian”, od hiszp. papion „pawian”; nazwa w nowoczesnej łacinie została zaadaptowana przez Buffona[20].
- hamadryas: w mitologii greckiej Hamadrias (gr. Άμαδρυάς Hamadryas) była nimfą leśną która miała żyć i umrzeć wraz z drzewem z którym była związana[21].

## Zasięg występowania
Pawian płaszczowy występuje w południowo-zachodniej Arabii Saudyjskiej (aż do Dżuddy), zachodnim Jemenie, północno-wschodnim Sudanie (Itbay), wschodniej Erytrei, Dżibuti, północno-wschodniej Etiopii i północnej Somalii.

## Morfologia

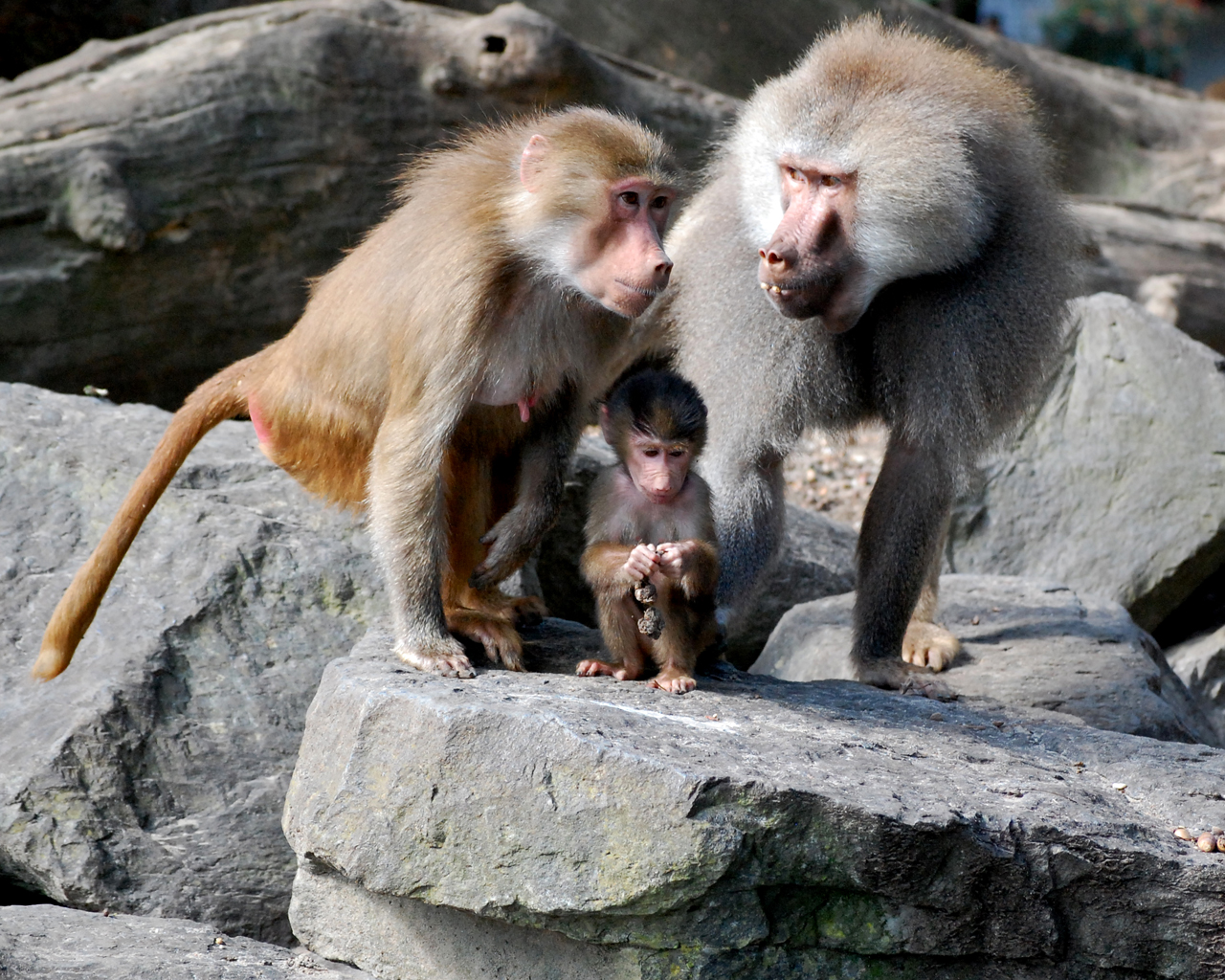
Rodzina pawianów płaszczowych

Długość ciała (bez ogona) samic 50–65 cm, samców 70–95 cm, długość ogona samic 37–41 cm, samców 42–60 cm; masa ciała samic 10–15 kg, samców 16,4–21,3 kg (do 30 kg w niewoli). Pawiany płaszczowe w odróżnieniu od innych pawianów mają pyski jaskrawo różowe. Samce są dwukrotnie większe od samic. Dymorfizm płciowy jest widoczny również w ubarwieniu. Samce mają futro srebrzysto-białe, a samice brązowe.

## Tryb życia
Występuje na sawannach, terenach trawiastych, półpustynnych i skalistych. Żyje w stadach, aktywny w dzień. Żywi się głównie roślinami, uzupełniając dietę owadami, jaszczurkami, czasem małymi ssakami i młodymi ssaków kopytnych. Prowadzi naziemny tryb życia. 
Żyją w wielkich, złożonych wspólnotach liczących nawet do dwóch tysięcy osobników. Podstawową jednostkę rozrodu stanowi harem, na czele którego stoi jeden samiec sprawujący władzę absolutną nad kilkoma samicami wraz z potomstwem. Kilka haremów, na czele których stoją spokrewnione ze sobą samce, towarzyszy sobie często podczas żerowania, tworząc klan; parę klanów skupia się w gromady, a te z kolei składają się na stado. Pozostałe, podporządkowane samce tworzą osobne grupy albo wegetują na obrzeżach haremu, czekając na sposobność jego przejęcia. Młode samice opuszczają stado rodzinne i poszukują innego haremu. 
U samicy ciąża trwa 154-185 dni, po tym okresie rodzi się jedno młode.

## Status zagrożenia
W Czerwonej księdze gatunków zagrożonych Międzynarodowej Unii Ochrony Przyrody i Jej Zasobów został zaliczony do kategorii LC (ang. least concern ‘najmniejszej troski’).